# Samundervisning

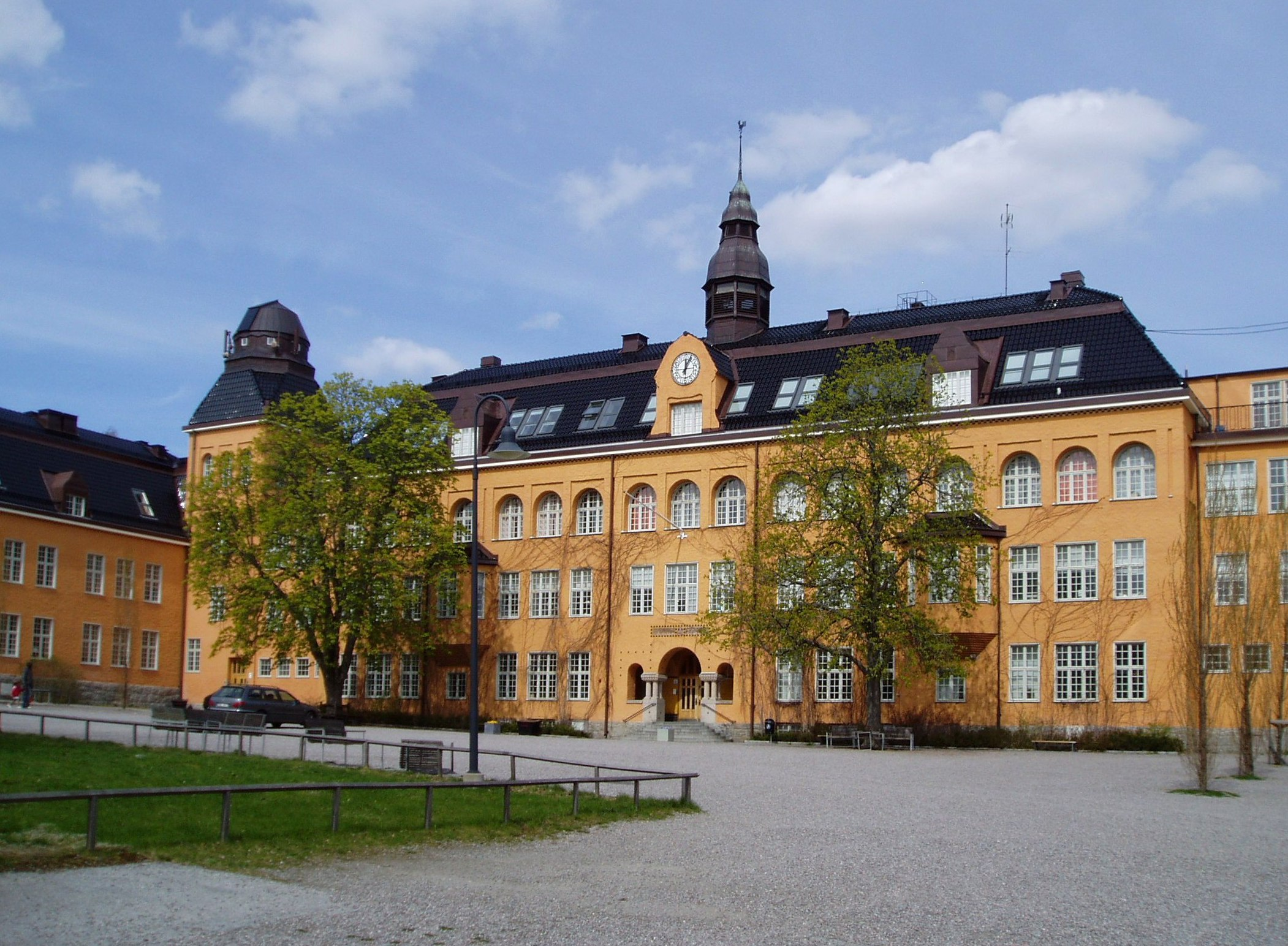
Djursholms samskola, maj 2012.

Samundervisning innebär att flickor och pojkar undervisas i samma klass (exempelvis i ett svenskt eller finländskt läroverk), till skillnad från i flickskolor och pojkskolor. En sådan skola har kallats samskola. Samskolor var ovanliga på högre stadier i många länder fram till 1970-talet, och därför fanns det behov av ett särskilt begrepp för dessa. Ordet finns i Sverige fortfarande kvar i namnet på vissa skolor.
Som regel var folkskolor i de flesta länder samskolor.

## Samundervisning i Sverige

### 1800-talet
Folkskolan i Sverige, som långsamt infördes med början under 1600-talet och lagstadgades 1842, var en samskola. Den högre allmänna skolundervisningen sköttes av de statliga läroverken, som bara var öppna för pojkar. För att tillgodose behovet av högre utbildning för flickor, etablerades under 1800-talet privata flickskolor i de flesta städer. Några av dessa utvecklades till fullständiga läroverk. Vid sidan om folkskolorna fanns också privata småskolor, där barn kunde skaffa tillräckliga kunskaper för att bli antagna på läroverk, respektive flickskolor, utan att gå i folkskolan.
År 1876 blev Palmgrenska samskolan i Stockholm den första i Sverige med samundervisning för båda könen på alla skolstadier. Från 1880-talet fördes en allmän debatt där många ansåg att samskoleundervisning hade en positiv inverkan på elevernas beteende och prestationer och dessutom gav den "kännedomen om det andra könets väsensart". Samskoleundervisning var dock vanlig på lägre utbildningsnivå, men ovanlig på det som motsvarande dagens högstadium.Mall:Sen

### Tidigt 1900-tal
År 1905 delades läroverken upp i en lägre del (realskolan, som avslutades med realexamen), och en högre del (gymnasiet som avslutades med studentexamen). En del kommuner upprättade då kommunala mellanskolor, som byggde på folkskolan och ledde fram till realexamen. Dessa var liksom folkskolorna öppna för flickor. Allt fler statliga realskolor – utan gymnasium – upprättades, och dessa var ofta öppna för båda könen och kallade sig för samrealskolor. Beteckningen samläroverk användes i några fall. Detta till trots, var många flickor som ville studera vidare efter mellanskolan ännu hänvisade till privata flickskolor.
På 1920-talet sågs läroverken fortfarande som "gosskolor", eftersom läroverken av tradition och hävd endast varit öppna för pojkar. År 1927 fick flickor tillträde till läroverken, men i större städer hade man dessutom separata goss- och flickläroverk. I Helsingborg behölls som exempel det gamla läroverket som reserverat för gossar, medan det inrättades ett nytt flickläroverk 1931; dessa integrerades först med början hösten 1962. Utveckling mot samskolor skedde bland annat efter 1918 års skolkommission, som fastslog att det allmänna hade lika stor skyldighet att erbjuda flickor som pojkar utbildning; kommission menade att fler samskolor samt statliga flickskolor (den första inrättades först 1929) kunde lösa det problemet.

### Senare år och genomförande på alla nivåer
Under 1970-talet infördes grundskolesystemet över hela landet. Därefter har frågan om könsskild undervisning i stort sett bara levt kvar när det gäller de högre årskursernas gymnastiklektioner, även om man numera i stort sett gör samma sak på gymnastiklektionerna oavsett kön.

## Samskolor i Sverige i urval
- Djursholms samskola i Djursholm, grundad 1891, 1982–2004 kommunal grundskola, senare uthyrd till Viktor Rydberg Gymnasium
- Göteborgs högre samskola i Göteborg, grundad 1901, bestående som friskola
- Palmgrenska samskolan i Stockholm, grundad 1876, kommunaliserad 1974, nedlagd 1977
- Saltsjöbadens samskola i Saltsöbaden, grundad 1895, senare kommunal grundskola
- Storängens samskola i Nacka, byggnad från 1912, nedlagd 1929, endast klasserna 1–4
- Sofi Almquists samskola i Stockholm, grundad 1892 (1886), nedlagd 1936
- Whitlockska samskolan i Stockholm, grundad som flickskola 1878, samskola från 1893, kommunaliserad 1976, nedlagd 1978

## Samundervisning i Finland
Den första samskolan i Finland var svenskspråkiga Läroverket för gossar och flickor i Helsingfors, grundad 1883. Den första finskspråkiga samskolan, Helsingin Suomalainen Yhteiskoulu, grundades år 1886.